# Przeczyce (gromada)
Przeczyce – dawna gromada, czyli najmniejsza jednostka podziału terytorialnego Polskiej Rzeczypospolitej Ludowej w latach 1954–1972.
Gromady, z gromadzkimi radami narodowymi (GRN) jako organami władzy najniższego stopnia na wsi, funkcjonowały od reformy reorganizującej administrację wiejską przeprowadzonej jesienią 1954 do momentu ich zniesienia z dniem 1 stycznia 1973, tym samym wypierając organizację gminną w latach 1954–1972.
Gromadę Przeczyce z siedzibą GRN w Przeczycach utworzono – jako jedną z 8759 gromad na obszarze Polski – w powiecie zawierciańskim w woj. stalinogrodzkim, na mocy uchwały nr 24/54 WRN w Stalinogrodzie z dnia 5 października 1954. W skład jednostki weszły obszary dotychczasowych gromad Boguchwałowice i Przeczyce ze zniesionej gminy Mierzęcice oraz obszar dotychczasowej gromady Chmielowskie ze zniesionej gminy Siewierz w tymże powiecie; a także oddziały leśne nr nr 223–241 z Nadleśnictwa Łysa Góra. Dla gromady ustalono 17 członków gromadzkiej rady narodowej.
29 lutego 1956 z gromady Przeczyce wyłączono wieś Chmielowskie, włączając ją do gromady Siewierz w tymże powiecie.
20 grudnia 1956 województwo stalinogrodzkie przemianowano (z powrotem) na katowickie.
31 grudnia 1961 do gromady Przeczyce przyłączono wieś Toporowice z gromady Mierzęcice w tymże powiecie.
Gromada przetrwała do końca 1972 roku, czyli do kolejnej reformy gminnej.